# Polyandrocarpa australiensis
Polyandrocarpa australiensis är en sjöpungsart som beskrevs av Kott 1952. Polyandrocarpa australiensis ingår i släktet Polyandrocarpa och familjen Styelidae. Inga underarter finns listade i Catalogue of Life.